# Welcame
Albums de Rise of the Northstar
Demonstrating My Saiya Style
(2012) The Legacy of Shi
(2018)
Welcame est le premier album du groupe français de rap metal Rise of the Northstar, sorti en 2014.

## Liste des titres
1. What the Fuck - 5:46
2. Welcame (Furyo State of Mind) - 4:19
3. The New Path - 3:58
4. Samurai Spirit - 3:36
5. Dressed All in Black - 4:44
6. Again and Again - 4:32
7. Tyson - 3:01
8. Bosozoku - 3:45
9. Simon Says (Pharoahe Monch cover) - 3:23
10. Authentic 2:45
11. Blast 'Em All - 10:03
12. Phoenix (Bonus Track) - 4:16

## Crédits
- Vithia — chant
- Eva-B — guitare lead
- Air One — guitare rythmique
- Fabulous Fab — basse
- Hokuto No Kev — batterie
- Lucas — basse (sur Phoenix)